# 도키노카네

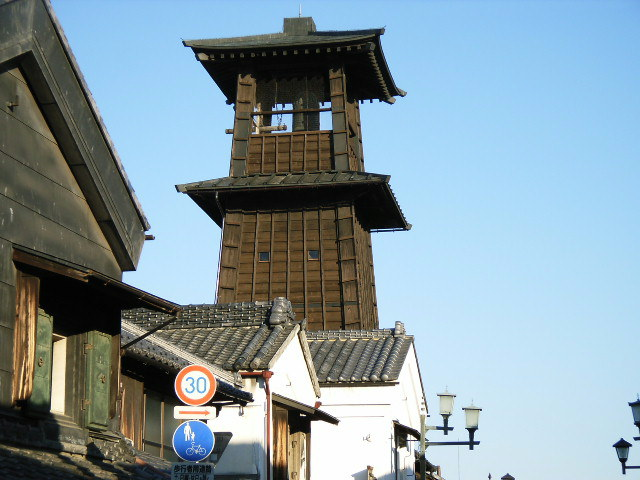

도키노카네(일본어: 時の鐘)는 사이타마현 가와고에시 중심부에 있는 목조로 된 종루이다. 가와고에 시 지정 문화재에 등재되어 있으며, 가와고에 시의 상징이기도 하다. 지역민에게서는 가네쓰키도(鐘撞堂/종당당)라고 불리고 있다. 현재 1일 4회 즉 6시, 정오, 15시, 18시에 종을 쳐 시간을 알린다.

## 역사
간에이 연간(1624년 ~ 1643년) 무렵 당시 가와고에번주인 사카이 다다카쓰가 세웠다고 전해진다. 화재로 종루가 소실될 때마다 재건되었으며, 현재의 것은 4번째로 세워진 것으로 1893년 일어난 화재 후, 다음해인 1894년 재건 된 것이다. 1996년에는 일본의 소리 풍경 100선에 선정되기도 했다.

## 같이 보기
- 가와고에번